# I Hate Love Songs
«I Hate Love Songs» — песня американской кантри-поп-певицы и автора-исполнителя Келси Баллерини, вышедшая на американском кантри-радио 12 марта 2018 года в качестве второго сингла с её второго студийного альбома Unapologetically (2017).

## Содержание
«I Hate Love Songs» — это песня в стиле кантри-поп, вдохновленная ду-вопом, которая говорит о неприятии Баллерини романтических лирических клише.
Критики отметили влияние 1950-х годов на звучание песни и то, что она продолжает тенденцию кантри-музыки сочетать «классические соул-мелодии» с «достойными пения» лирическими аранжировками. Схема рифмы песни и исполнение Баллерини сравнивались с детскими стишками.
Изначально песню не собирались записывать для альбома, но после того, как в августе 2017 года ее исполнение на Grand Ole Opry вызвало бурные овации, Баллерини и ее лейбл Black River Entertainment решили включить «I Hate Love Songs» в альбом. «Я позвонила на свой лейбл, — рассказала Баллерини в интервью Sounds Like Nashville, — и сказала: „Я думаю, нам нужно вырезать эту песню“».

## Музыкальное видео
Премьера клипа состоялась на каналах Country Music Television, Great American Family и Vevo в июне 2018 года.

## Коммерческий успех
После выхода альбома Unapologetically песня «I Hate Love Songs» была продана тиражом 10 000 копий и вошла в чарт Billboard Country Digital Song Sales от 25 ноября 2017 года под номером 13. Одновременно она дебютировала на 39-м месте в чарте Hot Country Songs. После того как песня была объявлена синглом, «I Hate Love Songs» вошла в чарт Country Airplay под номером 59. Она достигла 25-го места в этом чарте, став первым синглом в карьере Баллерини, который не попал в тройку лидеров чарта Country Airplay, а также вторым, который не занял первое место. По состоянию на сентябрь 2018 года песня была продана в США тиражом 94 000 копий.

## Чарты

### Еженедельные чарты
| Чарт (2018)                            | Высшая позиция |
| -------------------------------------- | -------------- |
| Шотландия (OCC Scotland)               | 79             |
| США (Billboard Bubbling Under Hot 100) | 25             |
| США (Billboard Country Airplay)        | 25             |
| США (Billboard Hot Country Songs)      | 28             |

### Годовые итоговые чарты
| Чарт (2018)                       | Позиция |
| --------------------------------- | ------- |
| США Hot Country Songs (Billboard) | 73      |

## Сертификации
| Регион                                                                      | Сертификация | Продажи |
| --------------------------------------------------------------------------- | ------------ | ------- |
| США (RIAA)                                                                  | Золотой      | 500 000 |
| Данные о продажах + прослушиваниях приведены только на основе сертификации. |              |         |